# Hội chứng người cây
Epidermodysplasia verruciformis (EV), còn được gọi là hội chứng người cây, là một chứng rối loạn da di truyền đặc biệt hiếm gặp ở da có liên quan đến nguy cơ ung thư da cao. Nó được đặc trưng bởi tính mẫn cảm bất thường đối với các papillomavirus ở người (HPV) của da. Sự lây nhiễm HPV không kiểm soát được dẫn đến sự phát triển của các vảy, đặc biệt là ở bàn tay và bàn chân. Nó thường được kết hợp với HPV loại 5 và 8, được tìm thấy trong khoảng 80% dân số bình thường như là một dạng nhiễm trùng không triệu chứng.
Tình trạng này thường bắt đầu ở độ tuổi từ một đến 20 nhưng đôi khi có thể xuất hiện ở tuổi trung niên. Tình trạng này còn được gọi là Lewandowsky-Lutz dyslasia - được đặt theo tên của các bác sĩ lần đầu tiên ghi lại hội chứng này, Felix Lewandowsky và Wilhelm Lutz.

## Biểu hiện và triệu chứng
Các đặc điểm chẩn đoán lâm sàng cho hội chứng người cây là sự xuất hiện liên tiếp và suốt đời của các vệt giống như vảy đen, mụn nhọt giống như mụn cóc, một hoặc thậm chí nhiều tổn thương giống như sừng ở da và sự phát triển của ung thư biểu mô da.
Bệnh nhân có các vệt phẳng, hơi vảy, đỏ nâu trên mặt, cổ và cơ thể, đặc biệt là quanh vùng thùy, hoặc tổn thương u nhú giống như verruca, tổn thương giống như bệnh sán lá, và các mụn nhọt đỏ trên tay, chi trên và dưới, mặt. Các biểu hiện ban đầu của EV chỉ là những tổn thương bằng phẳng, mụn cóc trên cơ thể, trong khi các triệu chứng hình thành ác tính đã cho thấy một tỷ lệ cao hơn của tổn thương da đa hình và phát triển của nhiều khối u da.
Nhìn chung, sự tổn thương da lan rộng trên cơ thể, nhưng một số trường hợp chỉ có một vài tổn thương bị giới hạn ở một bộ phận.

## Di truyền học
Nguyên nhân của tình trạng này là một đột biến PH bất hoạt trong các gen EVER1 hoặc EVER2, nằm gần nhau trên nhiễm sắc thể 17. Những gen này đóng vai trò trong việc điều hòa sự phân bố kẽm trong nhân tế bào. Kẽm là một đồng yếu tố cần thiết cho nhiều virut protein. Hoạt động của phức hợp EVER1 / EVER2 dường như hạn chế sự tiếp cận của các virut protein đối với các nguồn kẽm tế bào, hạn chế sự phát triển của chúng.

Các gen khác cũng hiếm khi được kết hợp với tình trạng này. 

## Chữa trị
Chưa tìm thấy phương pháp điều trị chữa bệnh nào chống lại EV. Một số phương pháp điều trị đã được đề xuất là sử dụng acitretin 0,5–1 mg / ngày trong thời gian 6 tháng  được xem là phương pháp điều trị hiệu quả nhất.
Interferon cũng có thể được sử dụng hiệu quả cùng với retinoid.
Cimetidine đã được báo cáo là có hiệu quả vì sự tăng sinh lymphocyte gây giảm mitogen gây ra và các tính năng hoạt động tế bào điều hòa T. Một báo cáo của Oliveira et al. cho thấy cimetidine không hiệu quả. Hayashi et al. tra calcipotriol tại chỗ cho bệnh nhân có kết quả thành công.
Như đã đề cập, các phương pháp điều trị khác nhau được cung cấp để chống lại EV; Tuy nhiên, quan trọng nhất, sự hiểu biết của người bệnh, chẩn đoán sớm, và cắt bỏ các tổn thương khối u được xem là giải pháp ưu tiên để ngăn chặn sự phát triển của các khối u da. 

## Những trường hợp đáng chú ý

### Ion Toader
Vào tháng 3 năm 2007, một người đàn ông Rumani tên là Ion Toader đã được chẩn đoán mắc bệnh này. Đây là một bệnh nhân của bác sĩ da liễu Carmen Madeleine Curea, hình ảnh của ông xuất hiện trên nhiều blog và các nguồn báo chí Rumani. Curea làm việc với Spitalul Clinic Colentina ở Bucharest, Romania. Stephen Stone, cựu chủ tịch của Học viện Da liễu Mỹ, xác nhận đây là Lewandowsky – Lutz. Toader đã trải qua phẫu thuật vào cuối năm 2013, và kể từ đó hầu như không có triệu chứng nào xảy ra, chỉ xuất hiện trở lại với mức độ nhỏ.

### Omar Tamim
Trong năm 2013, một trường hợp mắc hội chứng người cây đã được báo cáo ở Iraq. Trường hợp này không được điều trị vì tình trạng ban đầu được chẩn đoán sai.

### Abul Bajandar
Vào tháng 1 năm 2016, một bệnh nhân 25 tuổi tên là Abul Bajandar từ Khulna, Bangladesh đã được nhận vào trường Cao đẳng Y tế Dhaka  và được chẩn đoán mắc bệnh này. Các bác sĩ tại bệnh viện quyết định thành lập một ban y tế để điều trị bệnh nhân. Trong năm sau, Bajandar trải qua ít nhất 16 ca phẫu thuật để loại bỏ mụn cóc - nặng hơn 5 kg (11 lb) - từ bàn tay, bàn chân và chân của mình.

### Sahana Khatun
Vào tháng 1 năm 2017, một bé gái 10 tuổi ở Bangladesh được chẩn đoán sau khi phát triển thương tổn bốn tháng trước đó. BBC News cho biết trường hợp này có thể là chẩn đoán đầu tiên ở một phụ nữ.

### Mohammed Taluli
Vào tháng 8 năm 2017, một người đàn ông 42 tuổi đến từ Gaza đã được bác sĩ Israel phẫu thuật thành công, tại Trung tâm Y tế Hadassah ở Jerusalem.